# Helastia siris
Helastia siris är en fjärilsart som först beskrevs av Hawthorne 1897.  Helastia siris ingår i släktet Helastia och familjen mätare. Inga underarter finns listade i Catalogue of Life.